# 10812 Grötlingbo
10812 Grötlingbo là một tiểu hành tinh vành đai chính với chu kỳ quỹ đạo là 1929.3169028 ngày (5.28 năm).
Nó được phát hiện ngày 21 tháng 3 năm 1993.